# 廖銘和
Dino（廖銘和）（1976年—2022年01月18日）為台灣噪音藝術家第二波代表人物，自90年代起活躍於台灣地下實驗聲音場景，曾為知名團體「夾子電動大樂隊」樂隊Bass手。Dino早期曾為台灣工業噪音harsh noise的代表者，但後來認為自己不夠憤怒而無法繼續做此種類型。他的電子音樂來自於極其簡單的類比器材，不使用合成器、取樣機和其他音源機，而是利用線路雜音、靜電或麥克風回饋建立迴圈迴路，創造其獨樹一幟的音樂。Dino 喜歡研究茶、古琴、篆刻，表演時喜歡喝高粱，對於英倫龐克文化及中國古典文化研究著力甚深，這些影響當可見於其作品之中。自2019年起開始進行每月一次的無輸入混音工作坊。替導演黃庭甫製作聲音的《指月記》獲得2003年台北電影節傑出聲音設計獎。也是導演陳芯宜《如果耳朵有開關》紀錄片的紀錄對象之一。2021年與藝術家張碩尹、鄭先喻合作的《台北機電人2.0 訊息瘟疫》獲得第十九屆台新藝術獎視覺藝術獎。因罹患食道癌於2022年1月18日於台北逝世。

## 作品
- Senko Issha Live  (2018)
- Pulsations (2021)[6]
- Pulsations II (2022)

## 現場演出
- 2000.10.07 台北實驗電子音樂2000，聶魯達咖啡館[7]
- 2001.03.09-10 靜電暴動 Static Riot，台北實驗電子音樂2001，差事劇場[7]
- 2004.10.15-24 第二屆腦天氣影音藝術祭，華山創意文化園區果酒二樓
- 2006.05.03 北京迷笛音樂節[8]
- 2010.06.25 星期五酒吧： 躁音攻夜-涅槃DJ時間，台北當代藝術中心[9]
- 2015.04.02 倫敦Café OTO[10]
- 2015.04.04 Counterflows Festival 2015, CCA Glasgow[11]
- 2012.12.31 《拆除前夕- 論壇與跨年聲音表演》，陳界仁策劃，「幸福大廈I」樹林片廠
- 2013.01.12 DEPOPULATE 02，立方計畫空間
- 2017.12.23 未來道人，台北市立美術館
- 2018.07.28-29 聲波造動，Boven雜誌圖書館 [12]
- 2018 09.08-09 噪集，台北藝術節[13]
- 2019.01.26 複眼時代—機動眼國際動態媒體藝術節《單元四：音像表演—聲動感官》，西昌134空間
- 2019 台北藝術節
- 2019.08.30 即興表演ノ夜 第四夜，愛雷克雅維克實驗室
- 2019 FEN with Dino + Jyun-Ao Caesar，The Wall live house
- 2020.09.19 《台北機電人2.0 訊息瘟疫》[14]
- 2020.09.25 《台北機電人2.0 訊息瘟疫》[14]

## 展覽
- 2003.06.10-07.11 《異響 Bias》，在地實驗[15]
- 2006 《Co6台灣前衛文件展：度（Do）》-《複音馬賽克》[16]
- 2021.09.18  ＿ creN/Ature，《物・自・造・》，TKG+ Projects

## 座談
- 2011.02.13 《聲音安那其 — 龐克、噪音、政治的支解》，立方計畫空間
- 2017.11.04《如果耳朵有開關》紀錄片映後座談，荷軒新藝空間
- 2021.09.18  ＿ creN/Ature，《物・自・造・》，TKG+ Projects

## 獲獎
- 2003，《指月記》，台北電影節傑出聲音設計獎[17]
- 2020，《台北機電人2.0 訊息瘟疫》榮獲第十九屆台新獎視覺藝術獎[18]